# Luigi Carpentieri
Luigi Carpentieri conosciuto anche come L. Carpentieri e Louis Mann (Roma, 14 dicembre 1920 – Italia, 12 maggio 1987) è stato un produttore cinematografico italiano.

## Biografia
Il suo lavoro nel cinema comincia come aiuto-regista con Carlo Ludovico Bragaglia nella Cinecittà del 1939, come regista ha lavorato per il film La madonnina d'oro del 1949 in collaborazione del regista Ladislao Vajda. Nel 1950 fondò con Ermanno Donati la casa Athena Cinematografica che in seguito prese il nome di Panda. Ha vinto il premio David di Donatello per il miglior produttore e il Nastro d'argento al miglior produttore con Il giorno della civetta (1968 - 1969).

## Filmografia

### Produttore
- Atto di accusa, regia di Giacomo Gentilomo (1950)
- La vendetta del corsaro, regia di Primo Zeglio (1951)
- Camicie rosse (Anita Garibaldi), regia di Goffredo Alessandrini e Francesco Rosi (1952)
- La nemica, regia di Giorgio Bianchi (1952)
- Capitan Fantasma, regia di Primo Zeglio (1953)
- Ci troviamo in galleria, regia di Mauro Bolognini (1953)
- Canzoni a due voci, regia di Gianni Vernuccio (1953)
- Canzone appassionata, regia di Giorgio Simonelli (1953)
- La vena d'oro, regia di Mauro Bolognini (1955)
- Prigionieri del male, regia di Mario Costa (1955)
- Totò lascia o raddoppia?, regia di Camillo Mastrocinque (1956)
- I vampiri, regia di Riccardo Freda (1957)
- Souvenir d'Italie, regia di Antonio Pietrangeli (1957)
- Domenica è sempre domenica, regia di Camillo Mastrocinque (1958)
- Vacanze d'inverno, regia di Camillo Mastrocinque, Giuliano Carnimeo (1959)
- Il figlio del corsaro rosso, regia di Primo Zeglio (1959)
- Genitori in blue-jeans, regia di Camillo Mastrocinque (1960)
- Noi duri, regia di Camillo Mastrocinque (1960)
- Maciste nella valle dei Re, regia di Carlo Campogalliani (1960)
- Maciste nella terra dei ciclopi, regia di Antonio Leonviola (1961)
- Giuseppe venduto dai fratelli, regia di Luciano Ricci (1961)
- Maciste alla corte del Gran Khan, regia di Riccardo Freda (1961)
- Maciste all'inferno, regia di Riccardo Freda (1962)
- L'avventura di un italiano in Cina, regia di Piero Pierotti, Hugo Fregonese (1962)
- L'orribile segreto del dr. Hichcock, regia di Riccardo Freda (1962)
- Le massaggiatrici, regia di Lucio Fulci (1962)
- Lo spettro, regia di Riccardo Freda (1963)
- Il magnifico avventuriero, regia di Riccardo Freda (1963)
- Il ponte dei sospiri, regia di Carlo Campogalliani, Piero Pierotti (1964)
- Maciste nelle miniere di re Salomone, regia di Piero Regnoli (1964)
- L'idea fissa, regia di Mino Guerrini, Gianni Puccini (1964)
- Su e giù, regia di Mino Guerrini (1965)
- James Tont operazione U.N.O., regia di Bruno Corbucci, Giovanni Grimaldi (1965)
- James Tont operazione D.U.E., regia di Bruno Corbucci (1966)
- Il terzo occhio, regia di Mino Guerrini (1966)
- Un fiume di dollari, regia di Carlo Lizzani (1966)
- Navajo Joe, regia di Sergio Corbucci (1966)
- Matchless, regia di Alberto Lattuada (1967)
- Col cuore in gola, regia di Tinto Brass (1967)
- Il giorno della civetta, regia di Damiano Damiani (1968)
- La coppia, regia di Enzo Siciliano (1968)

### Regista
- La madonnina d'oro co-regia di Ladislao Vajda (1949)